# Трофей Конна Смайта
Трофей Конна Смайта (англ. Conn Smythe Trophy) щорічно присуджують найціннішому гравцю (MVP) команди НХЛ під час плей-оф Кубка Стенлі Національної хокейної ліги. Названий на честь Конна Смайта, власника, генерального менеджера та головного тренера «Торонто Мейпл Ліфс». З сезону НХЛ 1964–65 47 гравців 54 рази отримували трофей Конна Смайта. Щороку, наприкінці фіналу Кубка Стенлі, члени Асоціації професійних хокейних журналістів голосують за обрання гравця, який заслуговує на трофей. Трофей вручає комісар НХЛ перед врученням Кубка Стенлі, і оголошують лише переможця, на відміну від більшості інших нагород НХЛ, які називають трьох фіналістів і нагороди вручають на церемонії. Підрахунок голосів за трофей Конна Смайта публікується з 2017 року.
На відміну від нагород плей-оф MVP, які вручають в інших великих професійних спортивних лігах США та Канади (MVP Суперкубку, MVP фіналу НБА, MVP Кубка MLS і MVP Світової серії), «Трофей Конна Смайта» оснований на результативності гравця протягом усього постсезону НХЛ, а не тільки матчів чемпіонату чи серії.